# SC Germania Ludwigshafen
SC Germania Ludwigshafen was een Duitse voetbalclub uit Ludwigshafen am Rhein. 

## Geschiedenis
De club werd opgericht in 1904 en sloot zich aan bij de Zuid-Duitse voetbalbond. In 1909 promoveerde de club naar de hoogste klasse van de Westkreisliga en werd in het eerste seizoen laatste met slechts één punt. In het tweede seizoen haalden ze slechts twee punten. Ook in 1911/12 werden ze laatste, al konden ze deze plaats nu delen met FC Phönix Ludwigshafen, deze keer degradeerde de club. 
In 1921 werd de Rijncompetitie opgericht, met vier reeksen van acht clubs, waardoor Germania weer promoveerde. De competitie werd echter gehalveerd na één seizoen en enkel de top vier plaatste zich, door een zesde plaats degradeerde de club. 
In 1936 nam de club nog deel aan de promotieronde naar de Gauliga Südwest, maar werd hierin laatste. 
De club fuseerde in mei 1938 met Ludwigshafener FG 03 en MTV 1882 Ludwigshafen en werd zo TuRa 1882 Ludwigshafen. 